# José Luis Morales y Marín
José Luis Morales y Marín (ur. 1945 roku w Murcji, zm. 1 stycznia 1998 roku w Marbelli) – hiszpański historyk sztuki.
Na początku lat 70. rozpoczął studia i pracę badawczą nad sztuką aragońską. W 1974 uzyskał doktorat na Uniwersytecie w Murcji, prezentując pracę na temat aragońskich malarzy z rodziny Bayeu, którą opublikował w 1979. W latach 1979–1983 współpracował z Fundación Museo e Instituto de Humanidades «Camón Aznar» w Saragossie. Przeniósł się do Madrytu, gdzie został profesorem historii sztuki współczesnej na Universidad Autónoma. W 1992 założył fundację i Muzeum Współczesnego Grawerstwa Hiszpańskiego (Museo del Grabado Español Contemporáneo) w Marbelli, którego zalążkiem była jego własna kolekcja ponad 2000 rycin. Kierował muzeum aż do śmierci w 1998.

## Publikacje
- La escultura aragonesa en el siglo XVIII (Z., Librería General, 1977)
- La pintura aragonesa en el siglo XVII (Z., Guara, 1980).
- Pintura española en el siglo XVIII (vol. XXVII de la Col. Summa Artis, Madrid, Espasa Calpe, 1984);
- Pintura española 1750-1808 (Madrid, Cátedra, 1994); Mariano Salvador Maella (Z., Moncayo, 1996); Francisco Bayeu (Z., Moncayo, 1995); Luis Paret (Z., Aneto, 1997) i Gregorio Ferro (La Coruña, Fundación Barrié de la Maza, 1999).
- Goya, pintor religioso (Z., 1991)
- Goya en las colecciones aragonesas (Z., Moncayo, 1995)